# Hermonassa lineata
Hermonassa lineata är en fjärilsart som beskrevs av W. Warren 1912. Hermonassa lineata ingår i släktet Hermonassa och familjen nattflyn. Inga underarter finns listade i Catalogue of Life.